# Vidalia eritima
Vidalia eritima är en tvåvingeart som först beskrevs av Han och Wang 1994.  Vidalia eritima ingår i släktet Vidalia och familjen borrflugor. Inga underarter finns listade i Catalogue of Life.